# Monfero
Monfero es un municipio de España en la provincia de La Coruña, comunidad autónoma de Galicia. Pertenece a la comarca del Eume y está situado dentro del parque natural de las Fragas del Eume.

## Geografía humana

### Demografía
Cuenta con una población de 1818 habitantes (INE 2024).
| Gráfica de evolución demográfica de Monfero entre 1842 y 2021                                                         |
| |
| Población de derecho según los censos de población del INE. Población de hecho según los censos de población del INE. |

## Parroquias
Parroquias que forman parte del municipio:
- Gestoso (San Pedro del Valle)
- Monfero (San Félix)
- Queijeiro (San Jorge)
- Santa María de Gestoso (Santa María)
- Santa Juliana de Monfero (Santa Juliana)
- Taboada (Santa Marina)
- Vilachá (Santa María)

## Patrimonio
En él se encuentra el Monasterio de Monfero perteneciente a la Orden del Císter y cuyos orígenes se pueden fijar en el siglo X.